# Michael Klevenhaus
Michael Klevenhaus (* 1961 in Bonn) ist ein deutscher Schauspieler, Sänger, Autor, Sprach- und Kulturvermittler.

## Leben
L.t studierte Schottisch-Gälisch und gälische traditionelle Musik an der University of the Highlands and Islands / Oilthigh na Gàidhealtachd agus nan Eilean in Schottland und erreichte als erster Deutscher einen Masterabschluss auf Gälisch. Im Jahre 2002 gründete er das Deutsche Zentrum für Gälische Sprache und Kultur in Bonn. Seit 2000 ist er Deutschlandkorrespondent für den gälischsprachigen Rundfunk der BBC. Als Autor verfasste er gälische Kurzgeschichten und Romane sowie das Lehrbuch der Schottisch-Gälischen Sprache. Er singt traditionelle gälische Lieder u. a. im Ensemble Òran is Pìob.
In seiner 2020 an der Universität Koblenz fertiggestellten Dissertation Ludwig Mòr nan Òran - Die gälischen Vorlagen der schottischen Liedbearbeitungen Ludwig van Beethovens untersuchte er die Verbindung zwischen den schottischen Liedern Beethovens und Haydns und der gälischen Musiktradition.
Für seine Verdienste um die gälische Sprache und Kultur in Deutschland wurde er 2013 mit dem International Gaelic Award des Bòrd na Gàidhlig in Edinburgh ausgezeichnet.